# قلعة والي عيلام
قلعة والي عيلام هي قلعة تاريخية تعود إلى القاجاريين، وتقع في عيلام، مقاطعة عيلام.

## إدخال القلعة
بُنيت قلعة الوالي على مساحة 17،688 متر مربع، منها 17،492 متر مربع من المساحات الخضراء على الجانب الجنوبي. القلعة لها واجهة جنوبية على شكل شبه منحرف. بُنيت القلعة في مساحة مفتوحة تمامًا، ولكن مع تقدم التحضر حولها، كانت محاطة بمباني سكنية ومكاتب. موقع القلعة بحيث يتم فصلها عن المباني السكنية المحيطة في الشمال من خلال زقاق ستة أمتار ومن الغرب شارع ثمانية أمتار. يحدها من الشرق المبنى الإداري للمديرية العامة للشؤون الاقتصادية والمالية في إيلام، ومن الجنوب شارع باسداران. على الجانب الشمالي من القلعة، توجد قاعة جميلة (القصر الملكي) بأبعادها الداخلية وحجمها أكبر من الغرف الأخرى. في منتصف القاعة توجد بركة صغيرة مزينة بالرخام حولها وداخلها وتم تزيينها بالبلاط الملون أثناء إعادة الإعمار. تم بناء البركة حول ينبوع كان مليئًا بالماء في ذلك الوقت، ولكن مع مرور الوقت أصبح الربيع جافًا وتغمره المياه، ومن أجل الحفاظ على الحالة الرمزية للربيع، تم إصلاح المبنى عن طريق بناء خط أنابيب لمنع نسيانه. أعمال شبكية من الطوب الفيروزي، وتراسات مواجهة للجنوب مع نوافذ مشقوقة بزجاج ملون، وأعمدة قلعة، وأعمدة دائرية، وتيجان منقوشة على الرواق، وأقواس مقوسة ومزخرفة بألوان طويلة وزخرفية، وبلاط عالي مع بلاط الفناء المستطيل أمام القلعة يعطي القلعة إطلالة جميلة على القلعة وهندستها المعمارية.